# Björn Schierenbeck
Björn Schierenbeck (* 12. Juli 1974 in Bremen) ist ein ehemaliger deutscher Fußballspieler.

## Spielerlaufbahn
Schierenbeck begann das Fußballspielen beim SC Weyhe und wechselte in der Saison 1996/97 nach einem Jahr bei den Amateuren von Werder Bremen in den Profikader des SV Werder. Im Sommer 1998 wechselte er zusammen mit Arie van Lent zur SpVgg Greuther Fürth in die 2. Bundesliga, doch bereits im Januar 1999 kehrte der gelernte Abwehrspieler nach Bremen zurück und wurde im selben Jahr mit der Werdermannschaft Deutscher Pokalsieger, ohne allerdings im Finale mitgespielt zu haben. Auch bei seinem zweiten Engagement bei Werder Bremen spielte Schierenbeck hauptsächlich für die zweite Mannschaft. 2007 beendete er seine Karriere.

## Funktionär
im April 2007 wurde Schierenbeck zunächst stellvertretender Nachwuchsmanager des SV Werder Bremen, bevor er ab Juni 2010 die Funktion als Koordinator des Leistungszentrums übernahm. Seit August 2013 ist Schierenbeck offiziell Direktor des Werder-Leistungszentrums, des Mädchen- und Frauenfußballs sowie der Fußballschule. Diese Funktion hatte er bereits im Mai nach dem Weggang seines Vorgängers Uwe Harttgen kommissarisch übernommen.

## Ligaspiele
- 1. Bundesliga: 16 für Werder Bremen
- 2. Bundesliga: 2 für SpVgg Greuther Fürth
- Regionalliga: 290 für Werder Bremen II (40 Tore)